# Gilitka-kápolna
A Gilitka-kápolna vagy Szent Anna kápolna egy műemléki védelem alá tartozó római katolikus kápolna, mely a Gilitka-patak völgyében található, a Bükki Nemzeti Park területén, a Heves vármegyei Bélapátfalva és Szarvaskő közötti Országos Kéktúra útvonala mentén.
A kegyhely, amely 1750 óta búcsújáró hely, az Egri főegyházmegyéhez tartozik.

## Nevének eredete
A hagyomány szerint elsőként a völgy kapta a Gilitka nevet, a Bél nemzetségbeli II. Kilit egri püspökről, aki 1232-ben a közelben alapította meg a ciszterciek bélháromkúti apátságát. A Gilitka szó ennek becéző, népies változata. Szent Anna tisztelete a 18. század közepén honosodott meg ezen a vidéken.

## Története
A Szarvaskő várát Bélapátfalvával összekötő régi országút mellett, a Gilitka-forrás közelében lévő kápolnát, eredetileg Baranyi István mikófalvi remete építette azon a helyen, ahol a legenda szerint Szent Anna megjelent. Az 1700-as évek közepén Androvics Miklós az egri szeminárium rektora barokk stílusban felújíttatta, és titulusaként ekkor kapta a Szent Anna nevet. A kápolna az 1800-as évek második felében még jó állapotban volt. 1879 májusában Zsasskovszky József érseki megbízott, apátfalvai plébános engedélyt kapott az egri érsektől a kápolna tetőszerkezetének felújítására, amelyet Rubai Kovács János mónosbéli lakatos, molnár és ácsmester végzett el. 1880 júniusában Csuhay Antal kőművessel, apátfalvi lakossal szerződés készült a kápolna külső-belső kőműves munkáinak elvégzésére.
A kegyhely a második világháborúig helyi búcsújáró hely volt. Főként Bélapátfalva, Szarvaskő, Mikófalva, Balaton, Felnémet és Bükkszentmárton lakossága zarándokolt Szent Anna napján (július 26.), szervezett körmenettel, az erdőben lévő kápolnához. A kápolna a háborúban megsérült, a búcsújárás pedig szünetelt. A kápolna és környezetének állapota az utóbbi évtizedekben sokat romlott. Seregély István egri érsek hozzájárulásával Csuhány Béla okleveles építészmérnök kezdeményezésére és irányításával 2004-ben helyreállítási munkálatok kezdődtek, melyek 2006-ra, a külső területrendezéssel együtt 2007-re fejeződtek be. A kápolnát 2007. július 29-én, a Szent Anna búcsú alkalmából újra felszentelték.

## Megközelítése
- Szarvaskőből: az Eger felől érkezők (vonat, autóbusz, gépkocsi, egyéb), a község központi parkolójából indulhatnak gyalogosan a szarvaskői várat is érintő Országos Kéktúra útvonalán, melyen kb. 5300 m után érhető el a kápolna.
- Bélapátfalváról: gyalogosan, vagy kerékpárral Bélapátfalváról, a Bartók Béla útról indulva, a Telekessy út mentén, autóval is el lehet jutni az ún. Telekessy-parkolóig, s innen kb. 2100 m erdei út után juthatunk el a kápolnához.[4]